# Tournée des popotes
Ne doit pas être confondu avec La Tournée des Popotes.
La tournée des popotes est une expression française et le nom de deux inspections militaires pendant la guerre d'Algérie en 1959 et 1960.

## Histoire

### Origine de l'expression
L'expression apparait XIXe siècle dans l’armée. La « popote » désignait la cuisine mobile des soldats en campagne d’un même corps. Il arrivait que des gradés fassent une tournée, se rendant dans les « popotes » pour vérifier le moral des troupes,.

### Tournée des popotes de général de Gaulle en Algérie

#### Contexte
En 1954 commence la guerre d'indépendance de l'Algérie qui se termine en 1962, et qui met en scène trois forces : les partisans de l'Algérie indépendante (elle est alors une colonie française depuis 1830) comme le FLN et le MNA, ceux de l'Algérie française comme le FAF et l'OAS, et la France (dont l'Empire colonial français, l'Union française et l'AOF. Charles de Gaulle est alors président de la Ve République française depuis le 8 janvier 1959.

#### La première tournée
Charles de Gaulle fait une première inspection militaire auprès des soldats français en Algérie du 27 au 31 août 1959.
Le 27 août, il se rend à Thierville, Berthelot, Saïda, Melaab, Tetaenaich et Cassaigne.
Le lendemain, 28 août, il rend visite dans les villes de Renault, Karicha, Chlef (alors appelé Orléansville), M'Sila, Bechra, Bichera et Bordj Zemoura.
Le 29 août à Tébessa, Aïn Touila, El Meridj, Lamy (qui se trouve à deux kilomètres de la frontière tunisienne). De Gaulle prend ensuite l'avion pour Tizi Ouzou où il atterrit à 19 heures. Il passe la nuit à la préfecture.
Le dernier jour, le 30 août, le général de Gaulle préside une conférence de travail consacrée à la mise en œuvre du plan de Constantine en Kabylie. Il fait un court discours devant la foule puis prend l'hélicoptère à 9 heures pour Tizi Hibel qui se trouve à une vingtaine de kilomètres plus au sud-ouest, et où il arrive vers 9h30. Là, le général Faure et les commandants de secteur lui présentent en une heure et demi la situation. De Gaulle sillonne ensuite la ville en jeep pour discuter avec les conseillers municipaux musulmans et la population. Il retourne en hélicoptère au poste de commandement d'Artois, qui est le centre de commandement de l'opération Jumelles qui se déroule depuis le 22 juillet de cette année ; il se trouve à plus de 1700 mètres d'altitude. Il y atterrit à 11h45, et procède directement à une remise de décorations, assiste à une messe en plein air, participe à une réunion de travail en compagnie notamment des généraux Challe, Massu, Faure et Gracieux, ainsi que Paul Delouvrier et Pierre Guillaumat, puis déjeune. Il gagne ensuite un poste de Petite-Kabylie dans le massif du col des Chênes, où il prend compte de nouveaux exposés militaires, accompagné de la plupart des chefs de secteurs responsables des opérations. Il rejoint finalement l'aérodrome de Telerghma en hélicoptère, d'où il rejoint Paris,.

#### La seconde tournée
La deuxième a lieu l'année suivante, du 3 au 5 mars 1960. Lors de cette deuxième inspection, le général visite une quinzaine de postes dans les trois départements du nord de l'Algérie française, les régions de Constantine, d'Oran et d'Alger. Là, il s'informe des évènements, de l'avancée des opérations, et observe que la situation est satisfaisante malgré quelques troubles récents à Alger qui ont nécessité un déplacement de troupes. La situation semble se calmer, et de Gaulle affirme que l'Algérie ne pourrait pas décider elle-même de son sort tant que dureraient les attentats et combats. En effet, il soutient qu'il faut que l'Algérie soit pacifiée et reprenne une vie normale, dans l'ordre, pour qu'elle puisse décidée en toute liberté de son avenir. La proposition faite aux forces indépendantistes d'un cessez-le-feu sous condition est maintenue, mais reste sans suite. Charles de Gaulle décide, en attendant, que l'armée doit continuer les opérations et multiplier les contacts humains avec les populations.
Cette tournée est très médiatisée, et les médias popularisent donc cette expression de tournée des popotes à cette occasion.

## Postérité
Par extension, la tournée des popotes désigne la visite de groupes de personnes, en particulier des soldats, pour des colloques, renseignements ou bien des discussions.
L'expression est reprise en 2014 pour nommer l'émission culinaire La Tournée des popotes, diffusée sur France 5.